# Дасюе (пік)
Дасюефен (кит.: 大雪峰, піньінь: Dàxuě fēng) — найвищий пік гори Лінцзюшань в китайській провінції Сичуань. Разом з горою Лінцзю входить до резерватів великої панди, які занесені до Світової спадщини ЮНЕСКО. Назва перекладається як «Великий сніг».

## Опис
Загальна висота становить 5364 м над рівнем моря. Є частиною гори Лінцзю, що розташовано на відстані 50 км від міста Яань округу Лушань провінції Сичуань (КНР). Значну частину часу тут лежить сніг (минимум 6-7 місяців, на найвищий точкі — ще довше), звідси походить назва цього піку.
Значна частина представляють собою каміння та скелі, серед яких ростуть численні чагарники та квіти, зокрема саме тут з усією території гори Лінцзю містяться рододендрони і азалії. Також тут є значні зарості бамбука. Завдяки цьому в межах піку проживає переважна більшість з бл. 30 великих панд, що водяться у парку Лінцзю-Дасюе. Цей парк було утворено у 1999 році. У 2006 році він разом з іншими заповідниками і парками увійшов до переліку Світової спадщини в Китаї.